# Before Everything and After
 (mai 2017).
Si vous disposez d'ouvrages ou d'articles de référence ou si vous connaissez des sites web de qualité traitant du thème abordé ici, merci de compléter l'article en donnant les références utiles à sa vérifiabilité et en les liant à la section « Notes et références ».
Albums de MxPx
Ten Years and Running
(2002) Panic
(2005)
Singles
1. Everything Sucks (When You're Gone)
Sortie : 9 septembre 2003

Before Everything and After est le sixième album studio du groupe punk rock américain MxPx, publié le 16 septembre 2003 sous l'étiquette A&M Records.
L'album se classe à la 51e place du Billboard 200, position la plus haute qu'ait atteint le groupe dans le classement.
Le single Everything Sucks (When You're Gone) est diffusé à la radio dès le 9 septembre 2003.

## Liste des titres
Toutes les chansons sont écrites et composées par Mike Herrera.
| 1.    | Before                                                                 | 0:20 |
| 2.    | Play It Loud                                                           | 3:18 |
| 3.    | Well Adjusted                                                          | 3:39 |
| 4.    | It’s Alright (featuring Benji Madden du groupe Good Charlotte)         | 3:01 |
| 5.    | Brokenhearted (featuring Kris Roe du groupe The Ataris)                | 2:10 |
| 6.    | First Day of the Rest of Our Lives                                     | 3:01 |
| 7.    | Everything Sucks (When You’re Gone)                                    | 2:58 |
| 8.    | Quit Your Life                                                         | 3:38 |
| 9.    | More Everything                                                        | 2:50 |
| 10.   | Kings of Hollywood (featuring Jordan Pundik du groupe New Found Glory) | 3:41 |
| 11.   | The Capitol                                                            | 2:51 |
| 12.   | On the Outs (featuring Benji Madden du groupe Good Charlotte)          | 3:11 |
| 13.   | Don’t Walk Away                                                        | 4:00 |
| 14.   | You Make Me, Me                                                        | 3:06 |
| 15.   | You’re Not Alone (featuring Jordan Pundik du groupe New Found Glory)   | 3:40 |
| 16.   | After                                                                  | 1:42 |
| 47:03 |                                                                        |      |

| 17. | Family Affair    | 3:57 |
|     | 'Vidéo bonus'    |      |
| 18. | Everything Sucks |      |

## Crédits

### Membres du groupe
- Mike Herrera : basse, chant
- Tom Wisniewski : guitare, chant
- Yuri Ruley : batterie, percussions
- Steve Duda : claviers
- Phil Shenale : claviers, arrangements des cordes
- Jordan Pundik (New Found Glory) : chœurs
- Benji Madden (Good Charlotte) : chœurs
- Kris Roe (The Ataris) : chœurs

### Équipes technique et production
- Production, mixage : Dave Jerden
- Producteur délégué : Ron Fair
- Ingénierie : Annette Cisneros
- Mastering : George Marino
- Mixage : Chris Lord-Alge, Tom Lord-Alge, Ben Grosse
- Technicien guitares : Brian Hall
- Technicien studio : Marc Rhea
- Assistant : Elan Trujillo
- Photographie : F. Scott Schafer